# Екарданвил сир Ер
Екарданвил сир Ер (фр. Ecardenville-sur-Ер) насеље је и општина у северној Француској у региону Горња Нормандија, у департману Ер која припада префектури Лез Андели.
По подацима из 2011. године у општини је живело 533 становника, а густина насељености је износила 79,91 становника/km². Општина се простире на површини од 6,67 km². Налази се на средњој надморској висини од 35 метара (максималној 145 m, а минималној 26 m).

## Демографија
| 1962. | 1968. | 1975. | 1982. | 1990. | 1999. | 2011. |
| ----- | ----- | ----- | ----- | ----- | ----- | ----- |
| 226   | 253   | 284   | 399   | 501   | 535   | 533   |

График промене броја становника у току последњих година